# Белые флаги (фильм)
«Белые флаги» (груз. თეთრი ბაირაღები) — советский художественный фильм 1990 года, драма, созданная на киностудии Грузия-фильм. Снял фильм режиссёр Гига Лордкипанидзе по своему же сценарию, написанному на основе романа известного грузинского писателя Нодара Думбадзе «Белые флаги»

## Сюжет
Главный герой фильма — Заза Накашидзе, «без вины виноватый» человек, несправедливо обвиняемый в убийстве, которого он не совершал. Заза попадает в СИЗО, но и находясь в заключении, он пытается найти правду и доказать, что не он совершил это убийство.

## В ролях
- Георгий Хобуа — Заза
- Кетеван Кикнадзе — мать Зазы
- Отар Мегвинетухуцеси — дядя Исидор
- Гия Бурджанадзе — Како Девдариани, вор в законе по прозвищу «Лимона»
- Гиви Берикашвили — Тигран
- Рамаз Чхиквадзе — Шошиа
- Лео Антадзе — Чейшвили
- Гурам Пирцхалава — Гоголь
- Бадри Бегалишвили — Шошиашвили
- Тенгиз Майсурадзе — Гамцемлидзе
- Юрий Васадзе — Мебуришвили
- Нино Лордкипанидзе — Нуну, врач
- Нана Лордкипанидзе — дочь дяди Исидора
- Давид Двалишвили — Гагуа
- Георгий Гачечиладзе (Уцноби) — зять дяди Исидора
- Сосо Гогичаишвили — надзиратель в тюрьме
- Иосиф Джачвлиани — Ростом
- Тристан Квелаидзе — Хеладзе
- Виктор Нинидзе — зубной врач
- Анзор Уридия — Харабадзе